# Francisco Bautista
Francisco Bautista (Murcia, 1594 – Madrid, 20 dicembre 1679) è stato un architetto spagnolo.

## Biografia

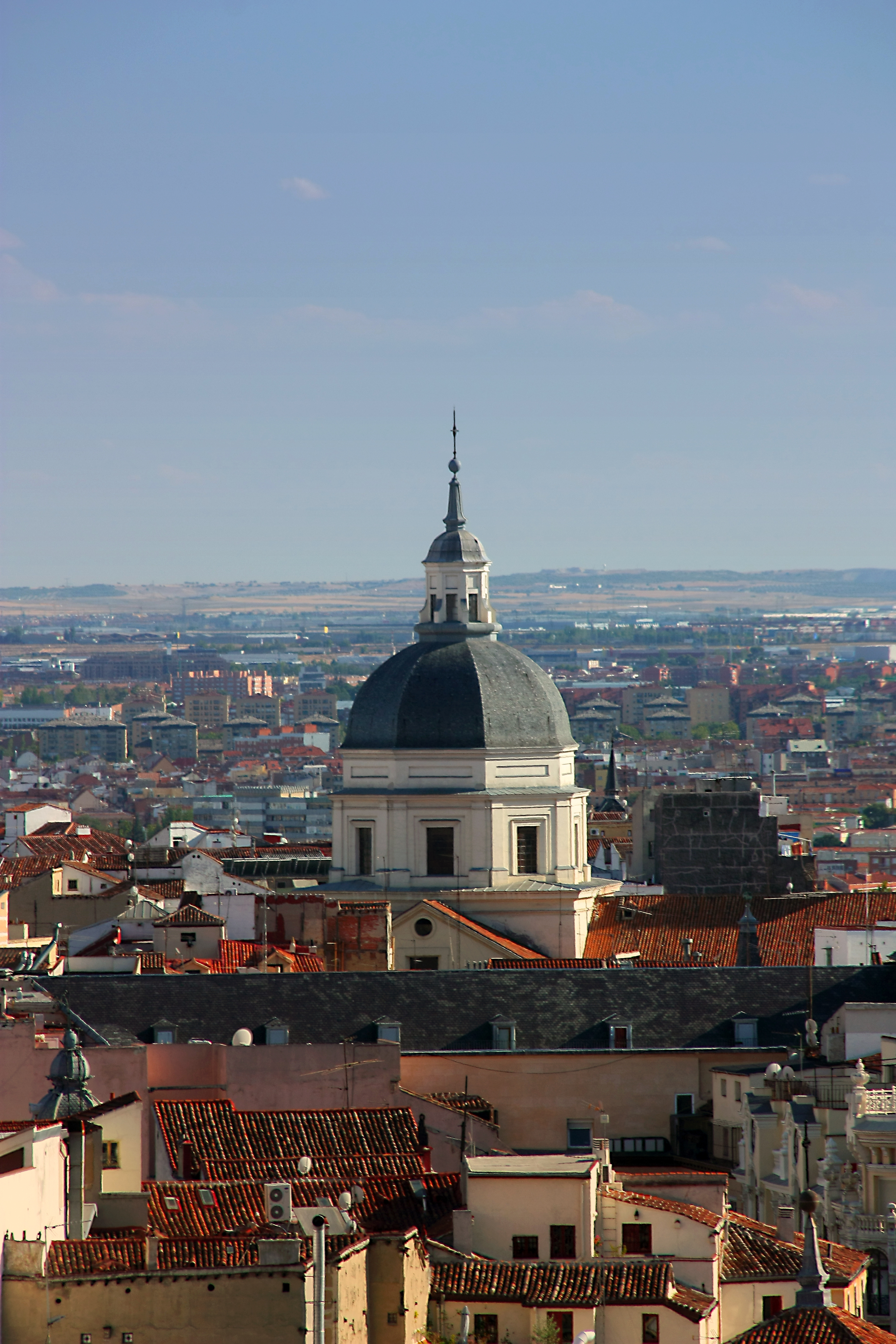
Cupola del collegio Imperiale di Madrid, attualmente la collegiata di Sant'Isidoro

Francisco Bautista fu un religioso gesuita, attivo nella progettazione e costruzione delle chiese di Toledo e di Madrid, seguace de Il Vignola, si può già notare nelle sue opere l'unione degli ordini dorico e ionico.
Esordì come realizzatore di grandi pale d'altare (retablos), nelle stile del manierismo italiano.
Ricevette l'incarico nel 1628, del progetto della chiesa dei Gesuiti in Toledo, chiamata ora chiesa di Sant'Ildefonso, che venne consacrata nel 1718.
Nel 1629 sostituì Pedro Sánchez nei lavori al Collegio Imperiale (fondato nel 1622), ora collegiata di Sant'Isidoro, completando la facciata, l'elevazione, con le colonne ispirate a Michelangelo.
Entrambe le costruzioni mostrano i caratteri particolari dell'architettura di Bautista; la chiesa di Madrid evidenzia però un disegno più ricco di quella di Toledo, e le nervature verticali della navata sono ripetute in facciata e nelle pareti terminali del transetto.
Inoltre, rispetto a quella di Toledo, la complessità delle tribune e delle volte anche sovrapposte dimostra un linguaggio architettonico particolarmente dovizioso.
Le soluzioni di Bautista furono imitate dai suoi successori, anche nel secolo seguente, come è evidenziato sia nella chiesa parrocchiale di Umbrete, che in quella di San Giacinto a Siviglia.
Tra le altre opere di Bautista a Madrid si ricordano, la chiesa del Salvatore, costruita dal 1638 al 1665, la cappella dell'ospedale del terzo ordine francescano incominciata nel 1662 e la chiesa del Sacramento iniziata nel 1671.
A Bautista viene anche attribuita la chiesa dei Commendadoras de Santiago, costruita circa nel 1650.

## Opere
- Chiesa dei Gesuiti in Toledo, (chiesa di Sant'Ildefonso) (1628);
- Collegio Imperiale a Madrid (collegiata di Sant'Isidoro) (1629);
- Chiesa del Salvatore, Madrid (1665);
- Cappella dell'ospedale del terzo ordine francescano, Madrid (1662);
- Cattedrale del Sacramento, Madrid (1671-1744).